# إشقيل بصيلي
إشقيل بصيلي (الاسم العلمي:Scilla bulbosa) هو نوع غير مؤكد من النباتات يتبع جنس الإشقيل من الفصيلة الهليونية.